# Nauders
Nauders (rätoromanisch Danuderⓘ) ist eine Gemeinde im Bezirk Landeck im Bundesland Tirol (Österreich). Sie liegt auf einer Höhe von 1394 m ü. A., hat 1566 Einwohner (Stand 1. Jänner 2024) und verfügt über 4200 Gästebetten. Das Gemeindegebiet erstreckt sich über eine Fläche von 90,3 km². Die meisten Einwohner von Nauders leben von der Landwirtschaft und vom Tourismus, im Sommer und – vor allem – im Winter. Die Gemeinde ist Teil des Gerichtsbezirks Landeck.

## Geografie
Nauders liegt in einem Hochtal, das vom Stillebach nordwärts zum Oberinntal hin entwässert wird. Dieses Hochtal wird durch die Schlucht von Finstermünz relativ markant vom Oberinntal abgetrennt, während die Wasserscheide zum Etschtal hin am südlich gelegenen Reschenpass ein sanft ausgeprägter Sattel ist. Deshalb wird Nauders vor allem in historischen Kontexten dem Vinschgau zugerechnet. Am „Dreiländergrenzstein“ (2180 m) im Südwesten des Gemeindegebiets treffen die Grenzen von Österreich, der Schweiz und Italien aufeinander. Die Nauderer Hennesiglspitze mit 3042 m ü. A. bildet den höchsten Punkt der Gemeinde. Im angrenzenden Samnauntal befindet sich der kleine Weiler Noggels, der eine Exklave von Nauders bildet. Das stark terrassierte Gelände deutet auf einen einstigen intensiven Ackerbau hin.
Südwestlich von Nauders liegen der Schwarze See und der Grünsee.
Nauders hat Straßenverbindungen ins österreichische Inntal (Gemeinde Pfunds) und in das Schweizer Inntal (Engadin) zum Ortsteil Martina/Martinsbruck der Gemeinde Valsot sowie in den Vinschgau in Südtirol (Italien).

### Nachbargemeinden
Südlich von Nauders, jenseits des Reschenpasses, liegt das Nachbardorf Reschen am See (italienisch Resia) im Vinschgau (Südtirol, Italien), das zur Gemeinde Graun gehört. Es liegt auf 1500 m Meereshöhe am nördlichen Ende des Reschensees. Wirtschaftliche Basis des 900-Einwohner-Dorfes ist hauptsächlich der Tourismus und die Landwirtschaft mit Rinderzucht und Milchwirtschaft, was man am Landschaftsbild gut sehen kann.
Nördlich von Nauders, dem Oberinntal folgend, liegt die Nachbargemeinde Pfunds, die ebenfalls eine zweisaisonale Tourismusgemeinde ist, die von den nahe gelegenen Skigebieten in Samnaun (Schweiz) und Nauders profitiert. Die Nauderer Exklave Noggels im Nordwesten grenzt außerdem an die Gemeinde Spiss.
Südwestlich von Nauders befindet sich das kleine Dorf Martina (114 Einwohner) direkt jenseits der Grenze zur Schweiz, das zur Gemeinde Valsot (Kanton Graubünden) gehört. Die Haupterwerbszweige sind die Landwirtschaft und das Dienstleistungsgewerbe (unter anderem Zoll und Grenzwacht).

### Umliegende Berge
Die Berge um Nauders sind Teil der Ötztaler Alpen und grenzen im Südosten mit Tscheyeck (2666 m) und Gueserkopf (2740 m) an den Geigenkamm, im Osten liegen der Kleine Schafkopf (2742 m) und der Piengkopf (2789 m). Im Südosten bilden Großer Schafkopf (3001 m), Wölfeleskopf (2893 m), Mataunkopf (2893 m), Plamorter Spitze (2982 m), Klopaierspitze (2918 m) und Bergkastelspitze (2913 m) das Grenzgebiet zu Italien. Der Piz Lad (2808 m) – der Nauderer Hausberg – gehört zur Sesvennagruppe und liegt nicht auf Gemeindegebiet, sondern auf der Grenze zwischen der Schweiz und Italien. Der Mittlere Seekarkopf ist der größte Nauderer Berg.

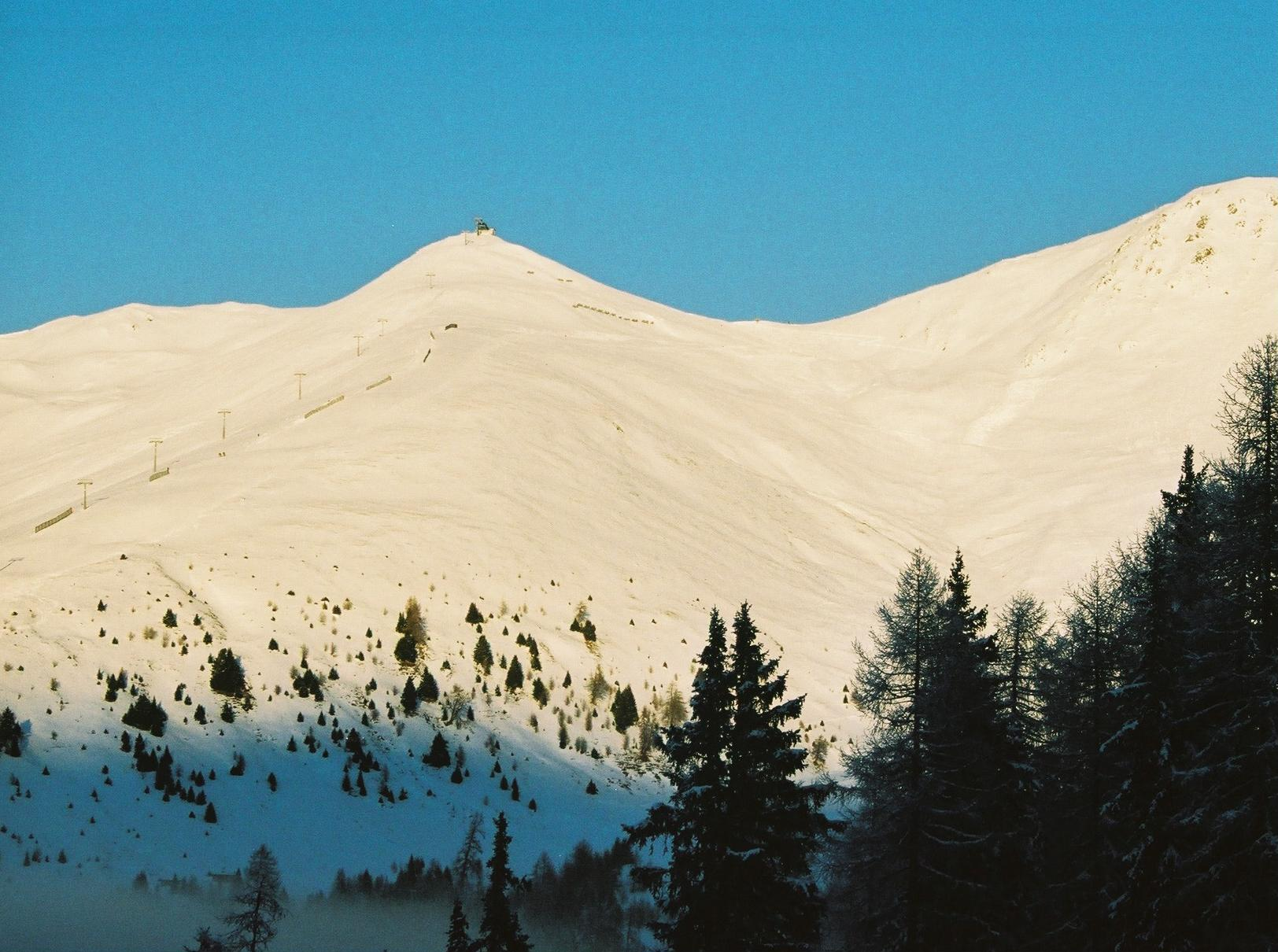
Tscheyegg (2666 m)
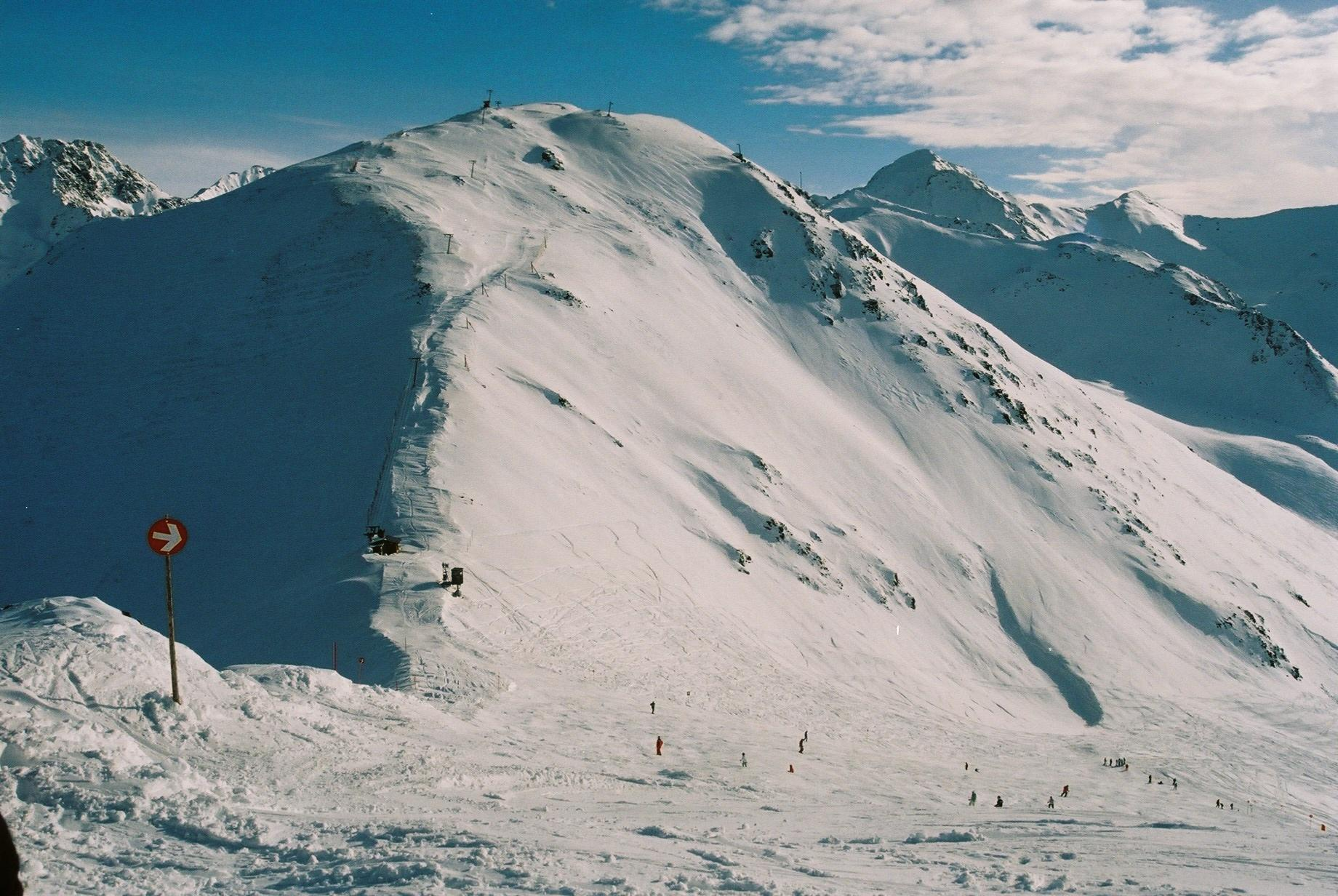
Gueserkopf (2740 m)
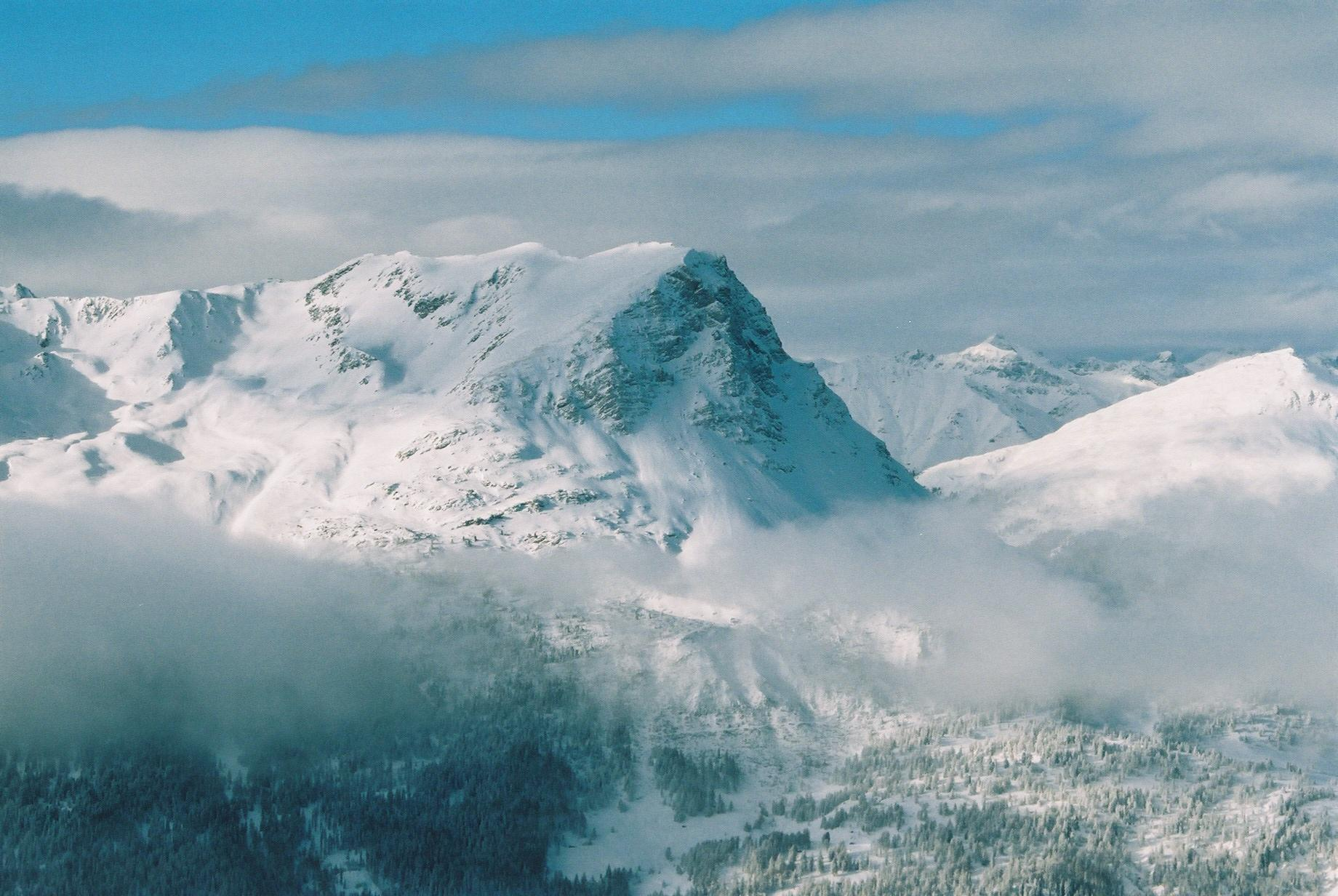
Piz Lad (2808 m)
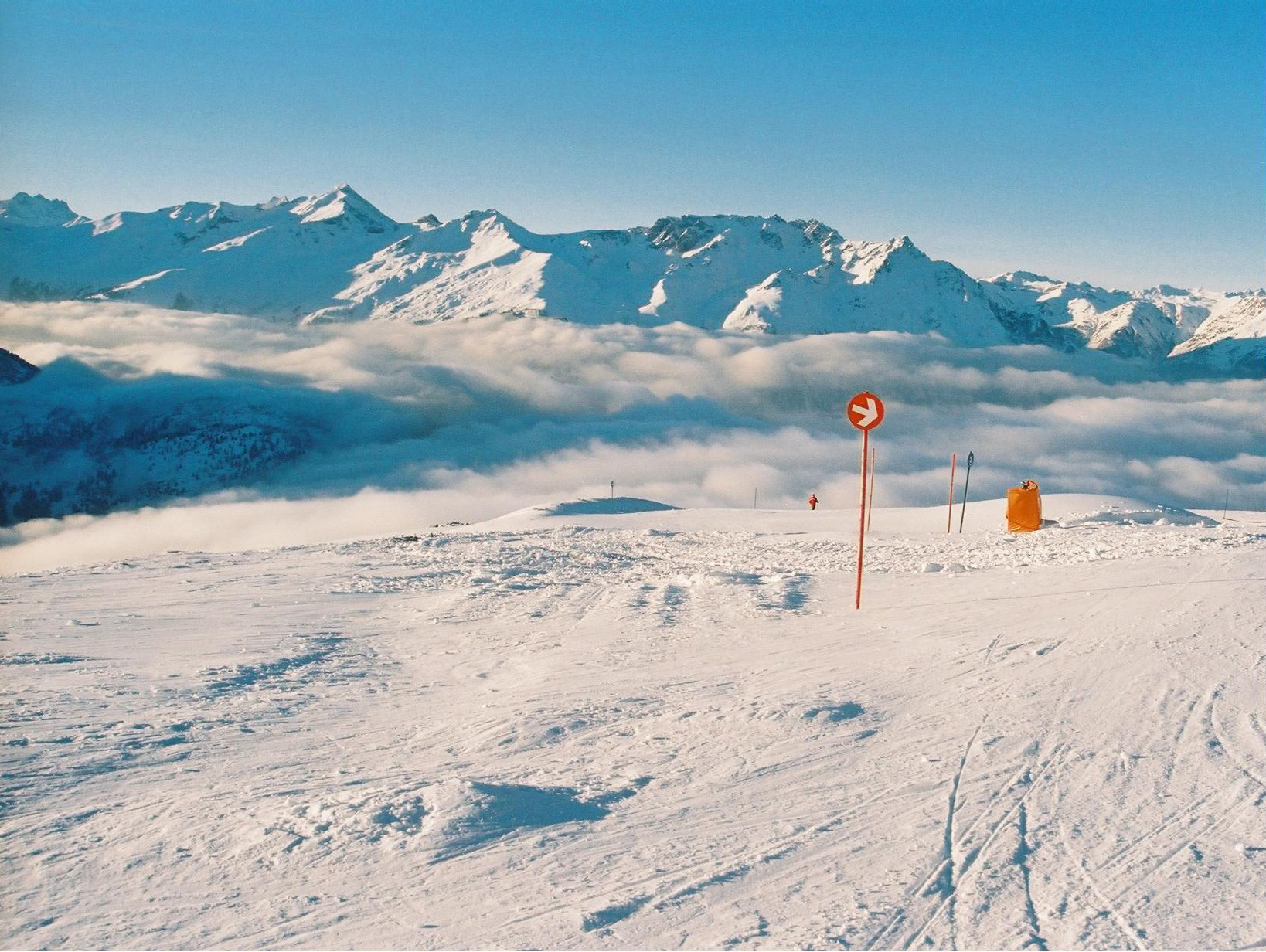
Schweizer Seite des Inntals
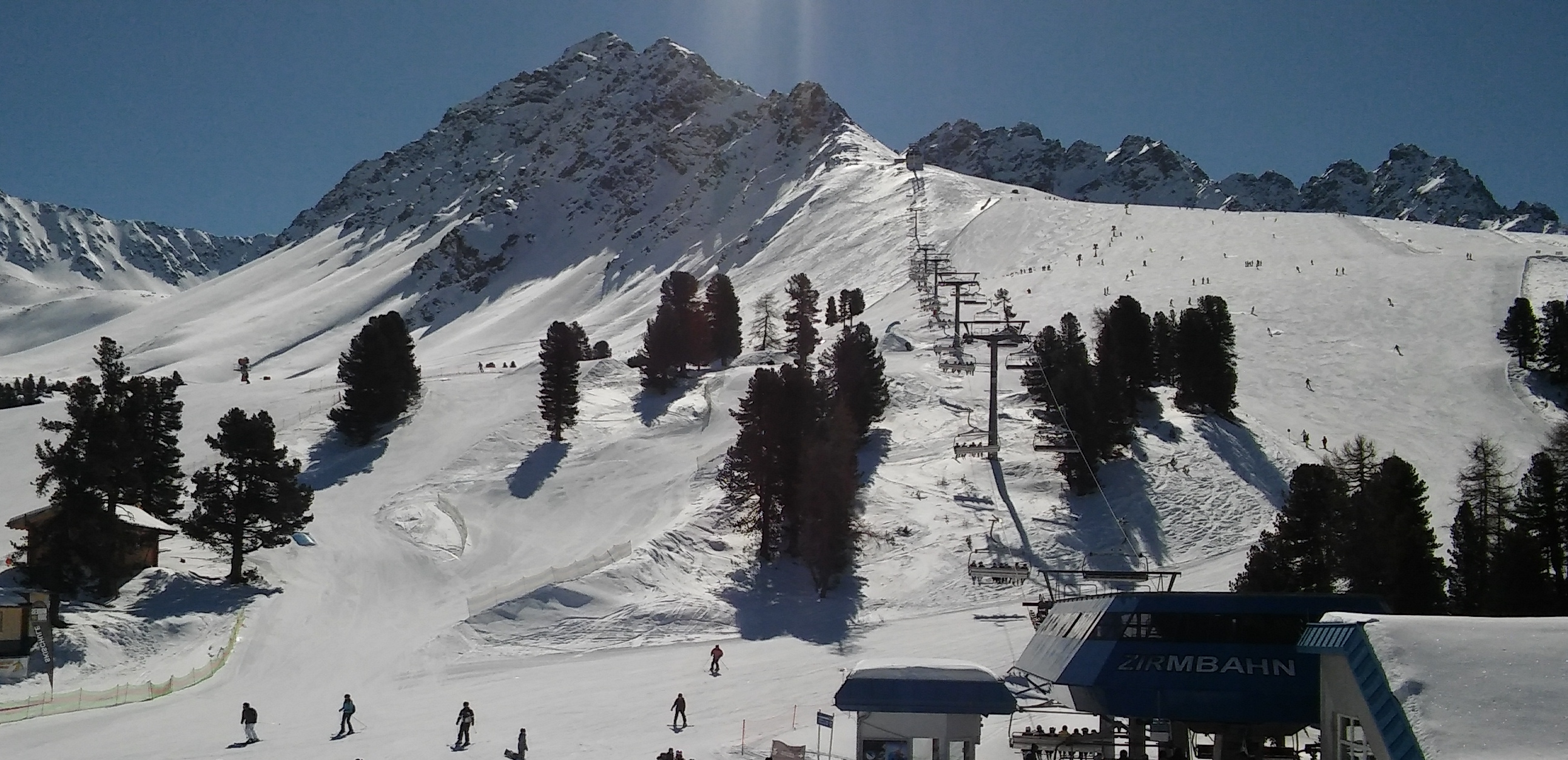
Bergkastelspitze (2913 m)
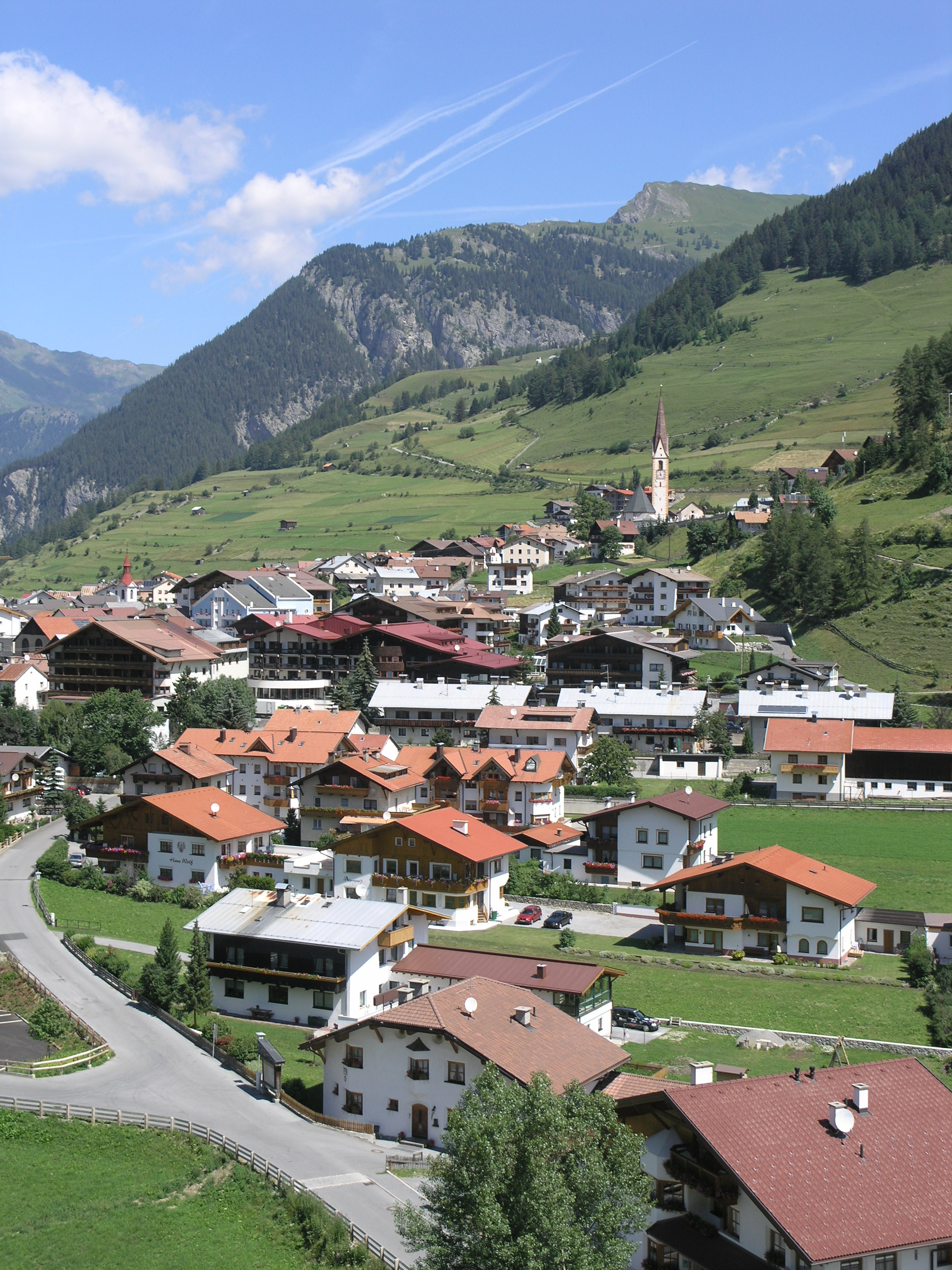
Blick auf Nauders

### Klima
|                        | Jan  | Feb  | Mär  | Apr  | Mai  | Jun  | Jul  | Aug  | Sep  | Okt  | Nov  | Dez  |   |      |
| Mittl. Temperatur (°C) | −4,4 | −3,5 | 0,5  | 4,6  | 9,4  | 12,6 | 14,7 | 14,1 | 10,6 | 6,3  | 0,4  | −3,5 | ⌀ | 5,2  |
| Mittl. Tagesmax. (°C)  | 0,3  | 2,2  | 6,5  | 10,6 | 15,7 | 19,4 | 21,8 | 21,0 | 17,1 | 12,1 | 5,0  | 0,5  | ⌀ | 11,1 |
| Mittl. Tagesmin. (°C)  | −7,9 | −7,6 | −3,6 | 0,0  | 4,5  | 7,1  | 9,2  | 9,1  | 6,1  | 2,5  | −2,8 | −6,5 | ⌀ | 0,9  |
|                        |      |      |      |      |      |      |      |      |      |      |      |      |   |      |
| Niederschlag (mm)      | 38   | 34   | 36   | 31   | 59   | 75   | 90   | 94   | 55   | 47   | 48   | 37   | Σ | 644  |
|                        |      |      |      |      |      |      |      |      |      |      |      |      |   |      |
| Luftfeuchtigkeit (%)   | 65,8 | 60,7 | 53,3 | 52,5 | 53,3 | 52,6 | 51,9 | 55,3 | 56,4 | 60,2 | 65,3 | 69,8 | ⌀ | 58,1 |

| −7,9 |

| −7,6 |

| −3,6 |

| 0,0 |

| 4,5 |

| 7,1 |

| 9,2 |

| 9,1 |

| 6,1 |

| 2,5 |

| −2,8 |

| −6,5 |

| −7,9 |

| −7,6 |

| −3,6 |

| 0,0 |

| 4,5 |

| 7,1 |

| 9,2 |

| 9,1 |

| 6,1 |

| 2,5 |

| −2,8 |

| −6,5 |

## Geschichte

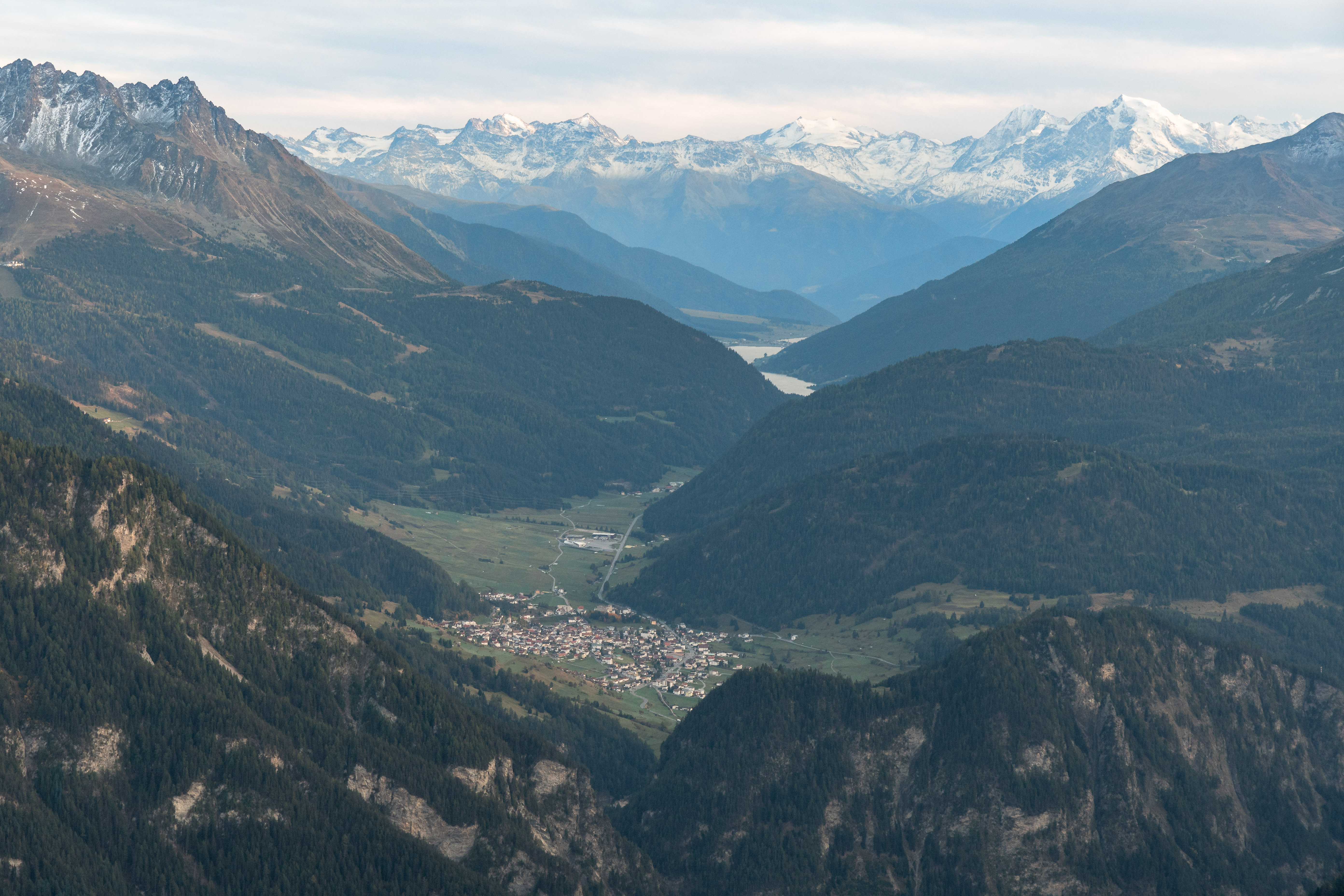
Reschenpass in Nauders

Nauders liegt am Reschenpass (1507 m), über den schon die um das Jahr 50 eröffnete Römerstraße Via Claudia Augusta führte, die vom Römischen Reich nach Augsburg führte. Nauders ist wahrscheinlich die bereits im 2. Jahrhundert auf einer in Alexandria gefundenen Karte an der Via Claudia Augusta eingezeichnete römische Straßenstation „Inutrium“ und wurde im Registrum des Benediktinermönchs Goswins von Marienberg in einer urkundlichen Aufzeichnung aus den Jahren 1149/52 als „Nuders“ erstmals erwähnt. 200 n. Chr. verlor die römische Straße – und somit auch die Straßenstation Nauders – an Bedeutung, da der Brenner durch die Römer ausgebaut und befestigt wurde und infolgedessen die Via Claudia Augusta als bis dahin wichtigste Handelsroute ablöste. Spätestens seit 1300 war es Zollstätte an dieser wichtigen Nord-Süd-Verbindung. Der Ortskern zeigt einen starken rätoromanischen Einfluss.
Im 10. Jahrhundert wurde Nauders zu einem der Gerichte der Grafschaft Vinschgau. Das Gericht Naudersberg war ein Hoch- und Blutsgericht, die Strafen wurden südlich außerhalb Nauders vollzogen, wobei die dortigen Wiesen noch heute Beim Hohen Gricht’ heißen. Die Amtsgewalt des Pflegers und Richters reichte vom Unterengadin bis Zernez, über den Reschenpass und bis Finstermünz. In seiner Aufgabe als Gericht geriet Nauders in die Auseinandersetzungen zwischen Habsburgern und Engadinern. Nach unterlassenen Zinszahlungen an Naudersberg 1475 auf Seiten der Engadiner entstand ein zwei Jahre anhaltender Krieg, der hauptsächlich auf den Feldern ausgetragen wurde (so genannte Engadiner Kriege). Allerdings wurde auch das Schloss Naudersberg in Mitleidenschaft gezogen. Ruhe brachte der Frieden von Basel von 1499. Das Gericht Naudersberg bestand noch bis zur Teilung Tirols 1919; das Gebiet wurde dann dem Bezirksgericht in Ried unterstellt.

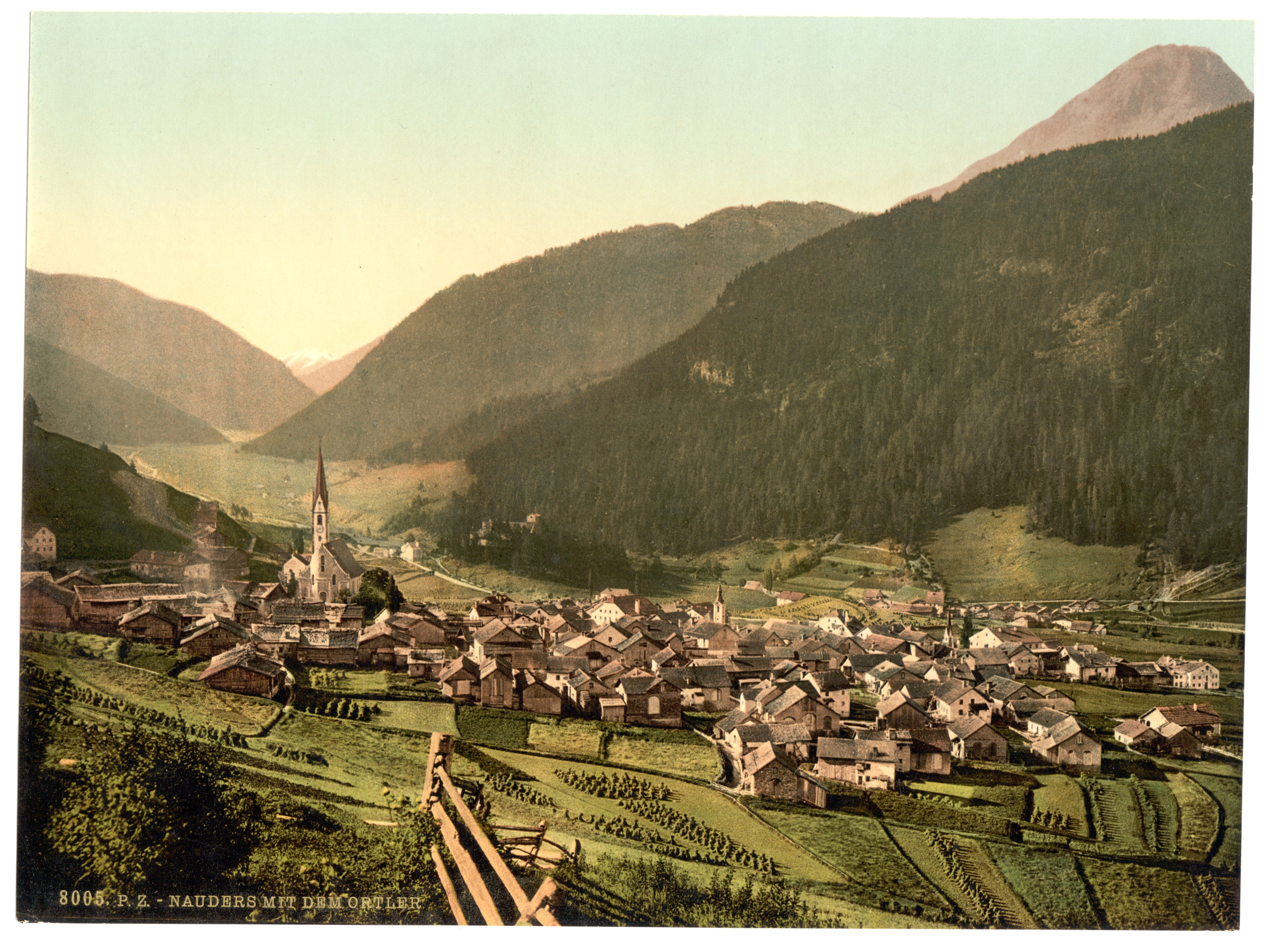
Nauders um 1900

Als die Pest sich im 14. Jahrhundert in Europa verbreitete, blieb Nauders nicht verschont. 1348 wurde das Dorf bis auf wenige Einwohner entvölkert. 1609 wurde Nauders durch eine Lawine verschüttet, 22 Häuser wurden weggerissen. 1871 richtete eine vom Gamoartal kommende Mure (Gerölllawine) großen Schaden im Oberdorf an. 1880 wütete ein Großfeuer, bei dem 83 Wohnhäuser und 72 Wirtschaftsgebäude verbrannten.
Auch die Napoleonische Zeit ging nicht ohne Spuren an Nauders vorbei. 1799 fielen die Franzosen während des Zweiten Koalitionskrieges zwischen Frankreich, Österreich, Preußen und Russland ins Dorf ein. Die Folgen waren Plünderungen, Zerstörung der Einrichtungen und Vernichtung der Nahrungsvorräte.
1872 bis 1881 war Franz Senn Pfarrer in Nauders. Dem Begründer des Alpenvereins ist im Zentrum des Ortes ein Denkmal gewidmet.
Nauders war bis Ende 1920 Teil und Sitz des Gerichtsbezirks Nauders, der jedoch infolge des Ersten Weltkriegs aufgelöst und dem Gerichtsbezirk Ried in Tirol zugeschlagen wurde. Seit 1978 ist die Gemeinde Teil des Gerichtsbezirks Landeck.

### Ortsname
Der Ortsname ist sicher vorrömisch. Die Vermutungen über die Bedeutung führen meist über die Buchstabenfolge -utr- aus dem im 2. Jh. bezeugten Inutrium, was mit altgriechisch ὕδωρ hydōr, deutsch ‚Wasser‘ in Verbindung gebracht wird. Der Ortsname findet sich mehrmals in Tirol, z. Bsp. Nauders (1185 Nudres) im Südtiroler Rodeneck.

### Bevölkerungsentwicklung
| Nauders: Einwohnerzahlen von 1869 bis 2024          | Nauders: Einwohnerzahlen von 1869 bis 2024 | Nauders: Einwohnerzahlen von 1869 bis 2024 | Nauders: Einwohnerzahlen von 1869 bis 2024 | Nauders: Einwohnerzahlen von 1869 bis 2024 |
| --------------------------------------------------- | ------------------------------------------ | ------------------------------------------ | ------------------------------------------ | ------------------------------------------ |
| Jahr                                                |                                            |                                            |                                            | Einwohner                                  |
| 1869                                                | 1869                                       |                                            | 1.361                                      | 1.361                                      |
| 1880                                                | 1880                                       |                                            | 1.285                                      | 1.285                                      |
| 1890                                                | 1890                                       |                                            | 1.233                                      | 1.233                                      |
| 1900                                                | 1900                                       |                                            | 1.108                                      | 1.108                                      |
| 1910                                                | 1910                                       |                                            | 1.036                                      | 1.036                                      |
| 1923                                                | 1923                                       |                                            | 1.051                                      | 1.051                                      |
| 1934                                                | 1934                                       |                                            | 1.047                                      | 1.047                                      |
| 1939                                                | 1939                                       |                                            | 1.145                                      | 1.145                                      |
| 1951                                                | 1951                                       |                                            | 1.089                                      | 1.089                                      |
| 1961                                                | 1961                                       |                                            | 1.150                                      | 1.150                                      |
| 1971                                                | 1971                                       |                                            | 1.302                                      | 1.302                                      |
| 1981                                                | 1981                                       |                                            | 1.322                                      | 1.322                                      |
| 1991                                                | 1991                                       |                                            | 1.487                                      | 1.487                                      |
| 2001                                                | 2001                                       |                                            | 1.536                                      | 1.536                                      |
| 2011                                                | 2011                                       |                                            | 1.537                                      | 1.537                                      |
| 2021                                                | 2021                                       |                                            | 1.562                                      | 1.562                                      |
| 2024                                                | 2024                                       |                                            | 1.566                                      | 1.566                                      |
| Quelle(n): Statistik Austria, Gebietsstand 1.1.2021 |                                            |                                            |                                            |                                            |

## Kultur und Sehenswürdigkeiten
- Schloss Naudersberg mit Leonhardskapelle
- Katholische Pfarrkirche Nauders zum hl. Valentin mit Friedhof, Friedhofskapelle und Widum
- Mariahilfkirche
- Ehemalige Spitalskirche Hl. Geist
- Kapelle hl. Antonius südlich der Pfarrkirche
- Kapelle Mariä Himmelfahrt bei der Talsperre Finstermünz
- Kapelle Karl Borromäus in Hochfinstermünz
- Kapelle hl. Martin beim Tiefhof
- Kapelle zur schmerzhaften Mutter Gottes von den Mühlen (Mühlenkapelle)
- Straßensperre Nauders
- Hotel Hochfinstermünz (Ruine)
- Kajetansbrücke
- Grenzfeste Altfinstermünz mit Kapelle Maria Himmelfahrt
- Panzersperre Plamort

### Höfe
Es gibt einige außerhalb der Ortsbebauung liegende alte Bauernhöfe:
Der Tiefhof liegt südwestlich von Nauders unterhalb des Piz Lad auf 1574 m Höhe. Über eine 2,5 km lange, asphaltierte Straße ist der Hof bequem zu erreichen. Der Hof liegt im Tieferwald, der von Seen und Hochmooren durchzogen ist. Er verfügt über ein Wohnhaus, einen Stall, eine Scheune und eine eigene Kapelle.
Der Berggasthof bzw. die Jausenstation Riatsch ist über denselben Weg erreichbar wie der Tiefhof und liegt auf 1522 m Höhe. Besagte Straße ist im Winter von Riatsch aus als Rodelbahn nutzbar. Im Berggasthof werden hausgemachte Tiroler Speisen angeboten.
Der Stableshof liegt südöstlich von Nauders auf 1816 m Höhe und ist über eine Straße vom Dorfzentrum aus zu erreichen.
Die Jausenstation Novelles liegt westlich oberhalb von Nauders auf einer Höhe von 1600 m. Im Sommer ist die Zufahrt mit dem Auto möglich. Im Winter kann man diese 3 km lange Straße als Rodelbahn nutzen. Dort werden Gerichte aus eigener Herstellung angeboten.
Der Parditschhof liegt nördlich von Nauders auf einer Höhe von 1600 m. Man erreicht ihn über die Straße, die von der Pfarrkirche aus durchs obere Dorf führt und dort nach links abzweigt. Im Winter ist diese Straße ebenfalls als Rodelbahn nutzbar. Vom Hof aus hat man eine gute Aussicht über das Tal. Außerdem wird dort hausgemachte Tiroler Kost angeboten.
Der verlassene Kompatschhof liegt südlich von Nauders auf 1620 m Höhe. Er liegt im Kompatschwald an der Grenze zu Südtirol. Der Hof brannte 2007 ab, lediglich die kleine Kapelle ist erhalten.

### Naturdenkmal Schwarzer See

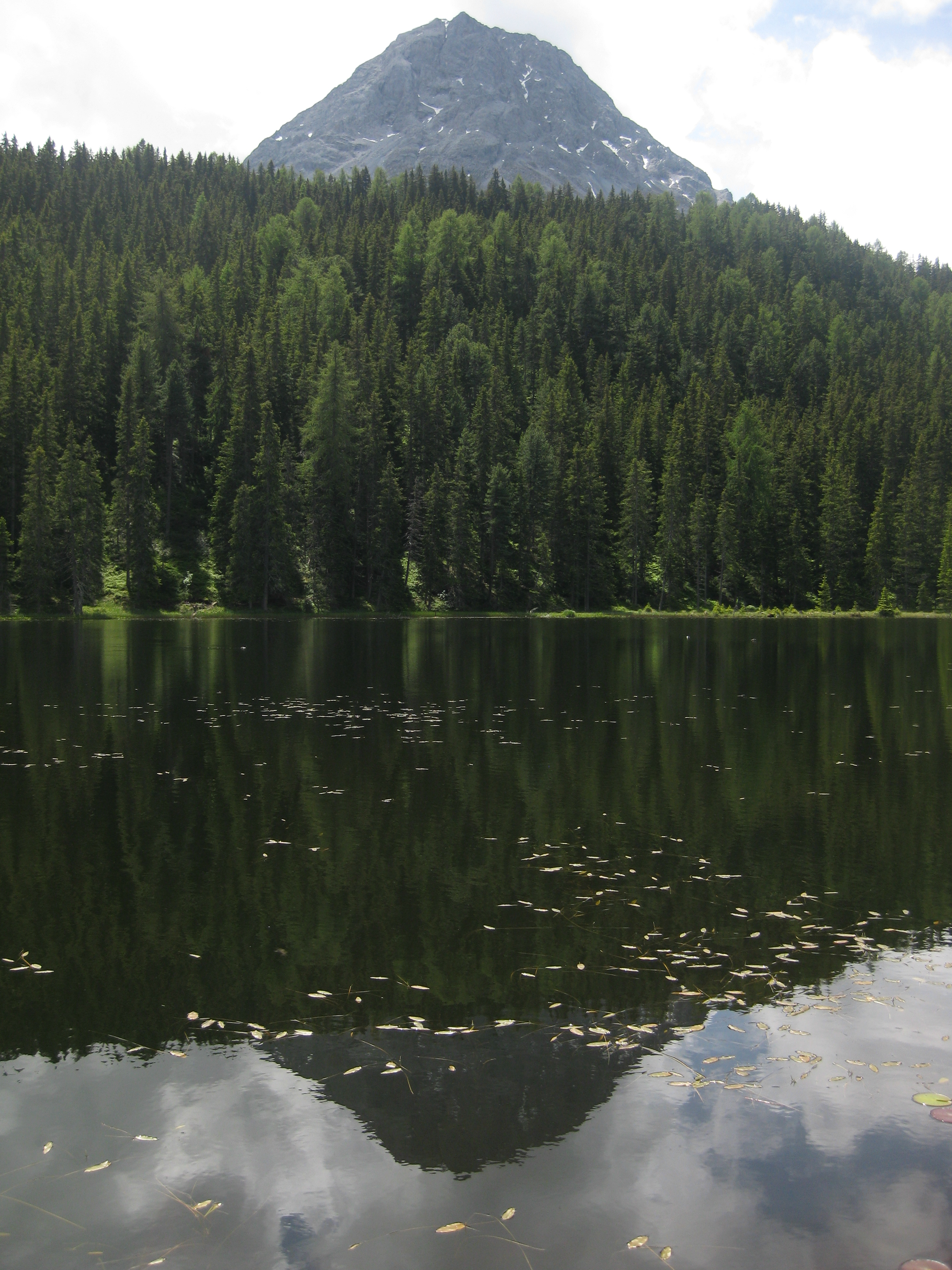
Naturdenkmal Schwarzer See. Im Hintergrund der Piz Lad

Der Schwarze See ist ein Naturdenkmal oberhalb Nauders zwischen dem Kleinen und dem Großen Mutzkopf auf einer Höhe von 1725 m.

### Radweg auf historischer Strecke
Nauders liegt am Fernradweg, der als Via Claudia Augusta entlang einer gleichnamigen antiken Römerstraße verläuft.

## Wirtschaft und Infrastruktur
Nauders als Stützpunkt des Fuhrverkehrs hat eine lange touristische Tradition. Mit der Neuorientierung auf den Wintertourismus mit dem Skigebiet Bergkastel ging eine bauliche Neugestaltung des Dorfs einher. Heute ist die Gemeinde ein zweisaisonales Tourismusgebiet. So ist es nicht verwunderlich, dass die Hälfte aller Arbeitsplätze in Nauders in der Beherbergungs- und Gaststättenbranche angesiedelt sind. Allerdings arbeiten nur 30 % aller Einwohner von Nauders in dieser Branche.
Im Sommer stehen 300 km markierte Wanderwege, 700 km Rad- und Mountainbikewege und 95 km markierte Laufwege zur Verfügung. Die Schwierigkeitsstufen reichen von leichten Talwanderwegen bis hin zu Klettersteigen. Dazu kommen die Bergkastelseilbahn und der Sessellift mit Sommerbetrieb, die den Aufstieg erleichtern.
Im Winter stehen 90 km Langlaufloipen, 111 km Skipisten, 110 geräumte Winterwanderwege und 70 km Schneeschuhwanderwege zur Verfügung. Außerdem bietet das Wintersportangebot eine Halfpipe, zwei Skischulen, drei Eislaufplätze, eine Eisstockbahn und 5 Rodelbahnen, wobei drei beleuchtet sind und die längste 8 km lang ist.
Seit 2020 stellt Nauders einen wichtigen Knotenpunkt der „neuen Stromehe“ zwischen dem Oberen Gericht (Tiroler Oberland, Österreich) und dem Vinschgau (Südtirol, Italien) dar: Dazu wurde eine neue, 24 km lange Hochspannungsleitung verlegt, welche Westtirol-Pardella mit dem Umspannwerk Glurns verbindet – und zwar unterirdisch. Die alte Leitung war in den 1960er-Jahren gekappt worden. Nun bildet diese nach Lienz–Venetien sowie Arnoldstein–Tarvisio den dritten bilateralen Zusammenschluss und macht die beiden Regionen versorgungssicherer. Als Partner agieren die Gesellschaft Terna, die das italienische Stromnetz betreibt und zu den größten Netzbetreibern Europas gehört, und ihr österreichisches Gegenstück, die Austrian Power Grid AG (APG). Größter oberirdischer Anlagenteil ist ein neues Umspannwerk, das einen Kilometer von der Staatsgrenze entfernt an der Reschenstraße (gegenüber dem Nauderer Weiler Fuhrmannsloch) entstand. Es handelt sich dabei um zwei gasisolierte Schaltanlagen, die in ebenso vielen Hallen untergebracht sind.

### Bergbahnen

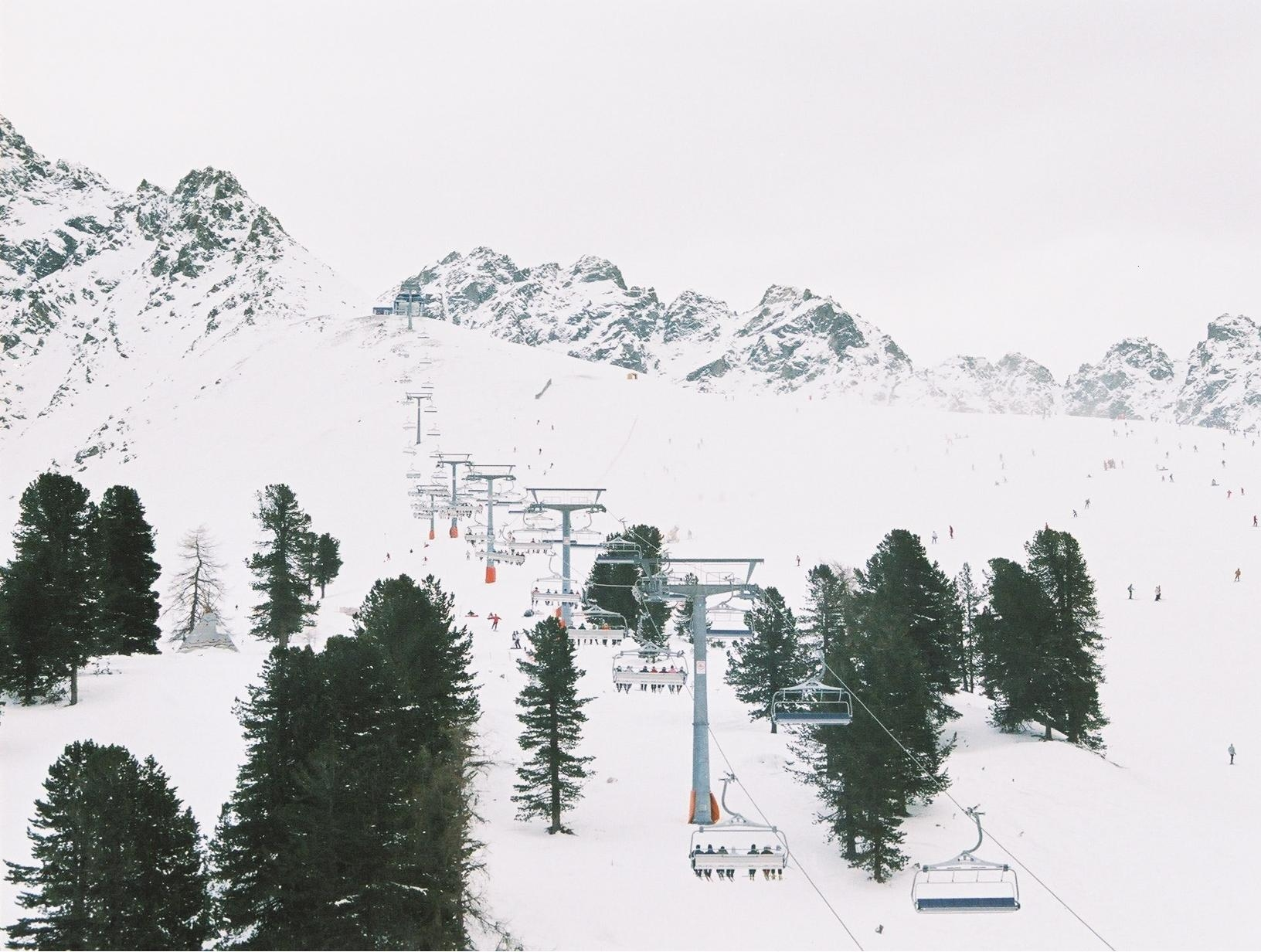
Zirmbahn mit der Vorspitze der Bergkastelspitze und im Hintergrund die Klopaierspitze und Plamortspitze

Blick auf die Tscheyeckbahn und den Gueserkopf (rechts davon)

Das Skigebiet Nauders hat insgesamt 12 Aufstiegsanlagen, davon 1 Kabinenbahn, 5 Schlepplifte, 1 Tellerlift und 5 Sessellifte.
Zwei Kilometer südlich von Nauders an Alter Straße und Reschen Straße beginnt die Bergkastelbahn. Diese Einseilumlaufbahn läuft 2850 m in Richtung Südost, wurde 1974 mit 4er-Kabinen errichtet und 1990 auf 6-plätzige umgebaut. Beim Um- und Ausbau der Talstation in ein Dienstleistungscenter wurde August 2015 Dachgleiche gefeiert, jedoch brach am 21. Oktober 2015 ein Brand aus. Rechtzeitig vor Beginn der Wintersaison konnte die Bahn ihren Betrieb wieder aufnehmen.

## Politik

### Gemeinderat
Die Gemeinderat hat insgesamt 13 Mitglieder.
- Mit den Gemeinderats- und Bürgermeisterwahlen in Tirol 2010 hatte der Gemeinderat folgende Verteilung: 4 Liste Nauders, 4 Heimatliste Nauders, 2 Junge Liste Nauders, 2 Wir für Nauders, und 1 Dorfgemeinschaft Nauders.[6]
- Mit den Gemeinderats- und Bürgermeisterwahlen in Tirol 2016 hatte der Gemeinderat folgende Verteilung: 6 Liste Nauders, 3 Wir für Nauders, und 4 Gemeinschaftsliste Nauders.[7]
- Mit den Gemeinderats- und Bürgermeisterwahlen in Tirol 2022 hat der Gemeinderat folgende Verteilung: 5 Liste Nauders, 4 Gemeinschaftsliste Nauders, 2 Wir für Nauders und 2 Miar für enk - Frischer Wind für Nauders.[8]

### Bürgermeister
- ? - 1998 Franz Waldegger
- 1998–2004 Hermann Klapper
- 2004–2016 Robert Mair (Heimatliste Nauders)
- seit 2016 Helmut Spöttl (Liste Nauders)[9]

### Wappen
Das Gemeindewappen ist von Silber und Rot gespalten und belegt mit zwei aufrechten, voneinander abgewendeten Fischen in verwechselten Farben.
Es wurde am 27. Juli 1976 verliehen. Dementsprechend sind die Farben der Gemeindefahne Weiß-Rot. Die Fische gehen auf Kuno Ritter von Nauders (1299) und Konrad Vischer (1583), Pfleger auf Naudersberg, zurück, da beide diese Tiere in ihrem Wappen hatten.

## Persönlichkeiten

### Ehrenbürger der Gemeinde
- Ludwig Thoma (1930–2015)

### Söhne und Töchter der Gemeinde
- Gottfried Purtscher (1767–1830), Gelehrter, Theologe, Kirchenrechtler, Begründer und erster Regens des Priesterseminars in Chur
- Jacob Bartholomäus Kleinhans (1774–1853), Bildschnitzer; erblindete schon als Kind, schuf dennoch u. a. 300 Kruzifixe, die in ganz Europa bekannt sind
- Johann Nepomuk Kravogl (1803–1873), Maler und Lithograph
- Alois Moriggl (1810–1866), Lehrer, Heimatforscher und römisch-katholischer Geistlicher
- Karl von Blaas (1815–1894), Maler
- Johann Ofner (1816–1887), Politiker (Deutschliberale Partei und deren Folgeparteien), Abgeordneter zum niederösterreichischen Landtag und zum Reichsrat, Bürgermeister von St. Pölten.
- Hans Tschiggfrey (1904–1963), Politiker (ÖVP), Landeshauptmann von Tirol
- Ernst Hairer (* 1949), Mathematiker